# Regiunea Korçë
Regiunea Korçë (în albaneză Qarku i Korçës) este una dintre cele 12 regiuni ale Albaniei. Conține districtele Devoll, Kolonjë, Korçë și Pogradec, iar capitala sa este orașul Korçë. Este cea mai mare regiune din Albania.